# Callista Roy
Suor Callista Roy (14 ottobre 1939) è una religiosa e infermiera statunitense, ricercatrice e teorica di nursing al Boston College nel Massachusetts.
Il modello concettuale di adattamento della Roy ha suscitato molto interesse e considerazione fin dall'inizio, nel 1964, quando ella lo inserì nella tesi discussa all'università della California.
Nel 1970 la facoltà del Mount St. Mary's College di Los Angeles lo adottò come modello concettuale per il curriculum degli infermieri laureandi.

## Il modello di adattamento della Roy
Sono cinque gli elementi essenziali del modello di adattamento della Roy:
1. La persona che fruisce l'assistenza infermieristica.
2. Lo scopo del nursing.
3. Il concetto di salute.
4. Il concetto di ambiente.
5. Il concetto di adattamento

Il modello presenta i concetti connessi alle aree sopra elencate, li spiega e stabilisce le correlazioni esistenti fra loro.
| Controllo di autorità | VIAF (EN) 44349180 · ISNI (EN) 0000 0000 7359 7689 · LCCN (EN) n83167156 · GND (DE) 1105700194 · BNF (FR) cb12221491p (data) · J9U (EN, HE) 987007425307305171 · NDL (EN, JA) 00454862 |